# Lista de prêmios e indicações recebidos por Akdong Musician
Esta é uma lista de prêmios e indicações recebidos por Akdong Musician, uma dupla sul-coreana que participou do K-pop Star 2 em 2012 e estreou na YG Entertainment em 2014, por terem ficado em 1º lugar no K-pop Star 2.

## Prêmios Sul-coreanos

### Gaon Chart K-Pop Awards
| Ano  | Categoria                  | Destinatário      | Resultado |
| ---- | -------------------------- | ----------------- | --------- |
| 2015 | New Artist of the Year     | Akdong Musician   | Indicado  |
| 2015 | Song of the Year (Abril)   | "200%"            | Venceu    |
| 2017 | Song of the Year (Maio)    | "Re-Bye"          | Indicado  |
| 2017 | Song of the Year (Maio)    | "How People Move" | Indicado  |
| 2018 | Song of the Year (Janeiro) | "Last Goodbye"    | Venceu    |
| 2018 | Song of the Year (Julho)   | "Dinosaur"        | Indicado  |

### Golden Disc Awards
| Ano  | Categoria                     | Destinatário    | Resultado |
| ---- | ----------------------------- | --------------- | --------- |
| 2015 | Disk Bonsang                  | Play            | Indicado  |
| 2015 | Digital Bonsang               | "200%"          | Indicado  |
| 2015 | New Artist of the Year        | Akdong Musician | Indicado  |
| 2015 | Popularity Award              | Akdong Musician | Indicado  |
| 2017 | Digital Bonsang               | "Re-Bye"        | Indicado  |
| 2017 | Popularity Award              | Akdong Musician | Indicado  |
| 2017 | Asian Choice Popularity Award | Akdong Musician | Indicado  |
| 2018 | Digital Daesang               | "Last Goodbye"  | Indicado  |
| 2018 | Digital Bonsang               | "Last Goodbye"  | Venceu    |
| 2018 | Global Popularity Award       | Akdong Musician | Indicado  |

### Korean Music Awards
| Ano  | Categoria                            | Destinatário    | Resultado |
| ---- | ------------------------------------ | --------------- | --------- |
| 2014 | Rookie of the Year                   | Akdong Musician | Indicado  |
| 2014 | Best Pop Album                       | Play            | Venceu    |
| 2014 | Best Pop Song                        | "Melted"        | Indicado  |
| 2014 | Netizens' Choice: Artist of the Year | Akdong Musician | Indicado  |

### Melon Music Awards
| Ano  | Categoria            | Destinatário    | Resultado |
| ---- | -------------------- | --------------- | --------- |
| 2013 | Song of the Year     | "Crescendo"     | Indicado  |
| 2013 | Best OST Award       | "I Love You"    | Indicado  |
| 2014 | Top 10 Artists       | Akdong Musician | Venceu    |
| 2014 | Artist of the Year   | Akdong Musician | Indicado  |
| 2014 | Album of the Year    | Play            | Indicado  |
| 2014 | Song of the Year     | "200%"          | Indicado  |
| 2014 | Best Folk/Blues Song | "200%"          | Venceu    |
| 2016 | Album of the Year    | Spring          | Indicado  |
| 2016 | Artist of the Year   | Akdong Musician | Indicado  |
| 2016 | Top 10 Artists       | Akdong Musician | Venceu    |
| 2016 | Best Folk/Blues Song | "Re-Bye"        | Indicado  |
| 2017 | Album of the Year    | Winter          | Indicado  |
| 2017 | Song of the Year     | "Last Goodbye"  | Indicado  |
| 2017 | Best Folk/Blues Song | "Last Goodbye"  | Indicado  |

### Mnet Asian Music Awards
| Ano  | Categoria          | Destinatário    | Resultado |
| ---- | ------------------ | --------------- | --------- |
| 2014 | Best New Artist    | Akdong Musician | Indicado  |
| 2014 | Artist of the Year | Akdong Musician | Indicado  |

### Seoul Music Awards
| Ano  | Categoria            | Destinatário    | Resultado |
| ---- | -------------------- | --------------- | --------- |
| 2015 | Bonsang Award        | Akdong Musician | Indicado  |
| 2015 | New Artist Award     | Akdong Musician | Indicado  |
| 2015 | Popularity Award     | Akdong Musician | Indicado  |
| 2015 | Hallyu Special Award | Akdong Musician | Indicado  |
| 2017 | Bonsang Award        | Akdong Musician | Indicado  |
| 2017 | Popularity Award     | Akdong Musician | Indicado  |
| 2017 | Hallyu Special Award | Akdong Musician | Indicado  |
| 2018 | Bonsang Award        | Akdong Musician | Indicado  |
| 2018 | Popularity Award     | Akdong Musician | Indicado  |
| 2018 | Hallyu Special Award | Akdong Musician | Indicado  |

## Prêmios internacionais

### World Music Awards
| Ano  | Categoria             | Destinatário    | Resultado |
| ---- | --------------------- | --------------- | --------- |
| 2014 | World's Best Song     | "200%"          | Indicado  |
| 2014 | World's Best Song     | "Give Love"     | Indicado  |
| 2014 | World's Best Song     | "Melted"        | Indicado  |
| 2014 | World's Best Group    | Akdong Musician | Indicado  |
| 2014 | World's Best Live Act | Akdong Musician | Indicado  |
| 2014 | World's Best Video    | "200%"          | Indicado  |

## Outros prêmios
| Ano                          | Prêmio                             | Trabalho nomeado                | Resultado |
| ---------------------------- | ---------------------------------- | ------------------------------- | --------- |
| Cyworld Digital Music Awards |                                    |                                 |           |
| 2012                         | Rookie Of The Month – December     | "You are Attractive" (매력있어) | Venceu    |
| SBS Awards Festival          |                                    |                                 |           |
| 2014                         | Top 10 Artist                      | Akdong Musician                 | Venceu    |
| Bugs Awards                  |                                    |                                 |           |
| 2014                         | Album of The Year                  | Play                            | Indicado  |
| 2014                         | Top 10 Album                       | Play                            | Venceu    |
| 2014                         | Song of The Year                   | "200%"                          | Indicado  |
| 2014                         | Top 10 Song                        | "200%"                          | Venceu    |
| 2014                         | Rookie of The Year                 | Akdong Musician                 | Venceu    |
| Naver Yearly Rankings        |                                    |                                 |           |
| 2014                         | Top 10 Album                       | Play                            | Venceu    |
| 2014                         | Top 10 Song                        | "200%"                          | Venceu    |
| 2017                         | Best Rock/Folk Song                | "Last Goodbye"                  | Venceu    |
| 2017                         | Top 5 Most Downloaded Songs        | "Last Goodbye"                  | Venceu    |
| 2017                         | Top 5 Most Searched Songs          | "Last Goodbye"                  | Venceu    |
| Korean Advertising Congress  |                                    |                                 |           |
| 2015                         | Grand Prize for Advirtisment Model | Akdong Musician                 | Venceu    |

## Programas de música

### M! Countdown
| Ano  | Data          | Canção         |
| ---- | ------------- | -------------- |
| 2014 | 17 de Abril   | "200%"         |
| 2014 | 24 de Abril   | "200%"         |
| 2014 | 1 de Maio     | "200%"         |
| 2017 | 19 de Janeiro | "Last Goodbye" |

### Inkigayo
| Ano  | Data        | Canção |
| ---- | ----------- | ------ |
| 2014 | 20 de Abril | "200%" |
| 2014 | 27 de Abril | "200%" |
| 2014 | 4 de Maio   | "200%" |